# 봉유재
봉유재는 대한민국 충청북도 영동군 매곡면에 있다. 1997년 7월 4일 영동군의 향토유적 제64호로 지정되었다.

## 개요
조선 중종때 안주목사를 지낸 박성양을 기리기 위해 후손들이 1632년에 세운 재실이다. 1751년, 1931년 2차례에 걸쳐 중수하였다.